# Malachietvlinder
De malachietvlinder (Siproeta stelenes) is een vlinder uit de familie Nymphalidae. Malachiet is een groen mineraal.

## Beschrijving
De vleugels zijn zwart met felgroene vlekken aan de bovenzijde, en roodbruin met olijfgroene vlekken aan de onderzijde. De spanwijdte is 8 tot 10 centimeter. De rupsen zijn zwart met rode vlekken, en dragen hoorntjes op de kop en stekels over de rest van hun lichaam.

## Leefwijze
De volwassen vlinders eten nectar en rottend fruit. Zij bezoeken daarom graag boomgaarden met mango, citrusvruchten en avocado. Ook drinken ze sappen uit mest en dode dieren.

## Verspreiding en leefgebied
De soort komt voor in de Neotropen, van Brazilië tot Florida en Zuid-Texas. In Centraal Amerika is het een zeer algemene soort. 

## Waardplanten
De waardplanten zijn Ruellia en Blechnum uit de familie Acanthaceae.

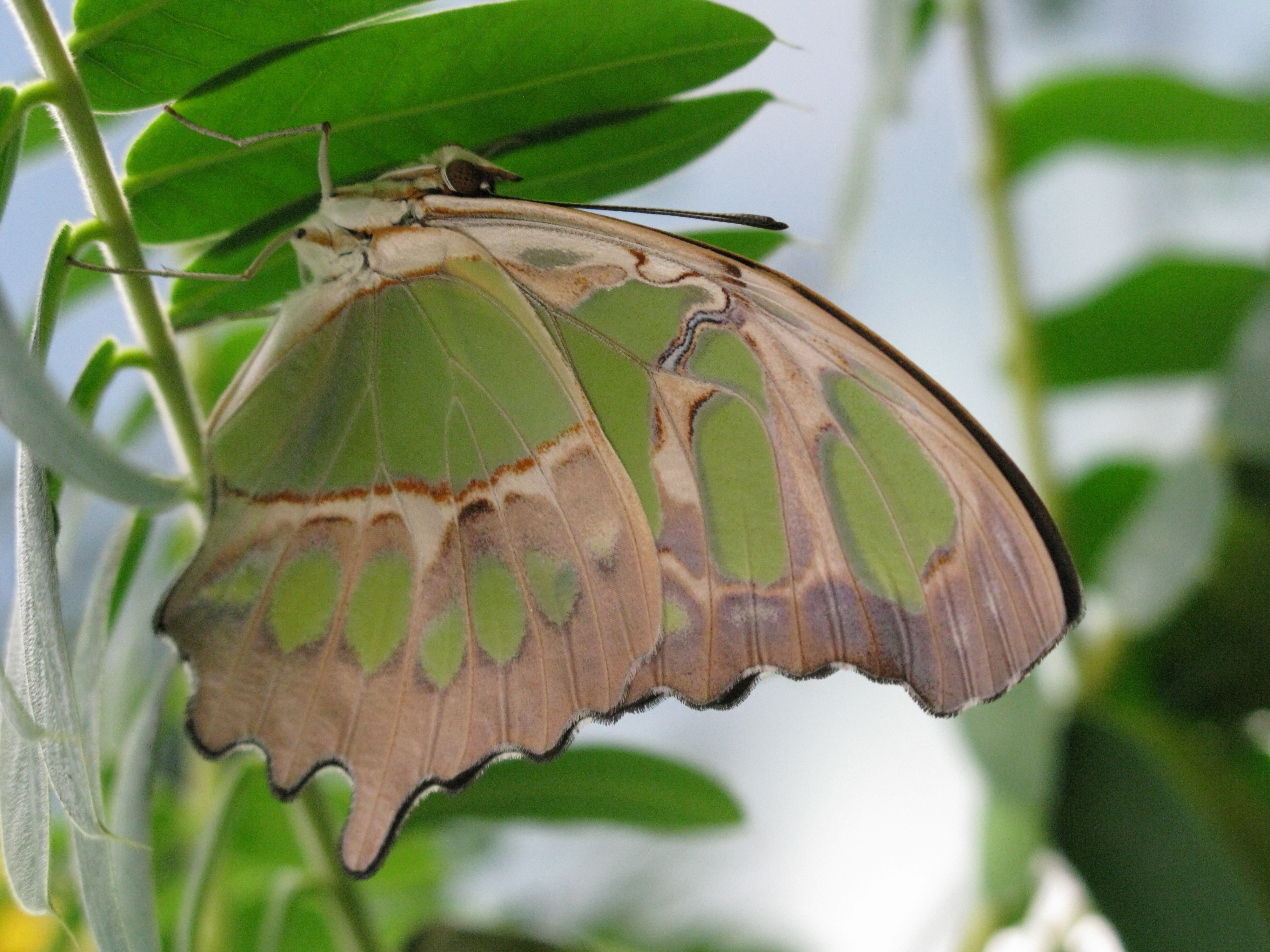
schutkleur
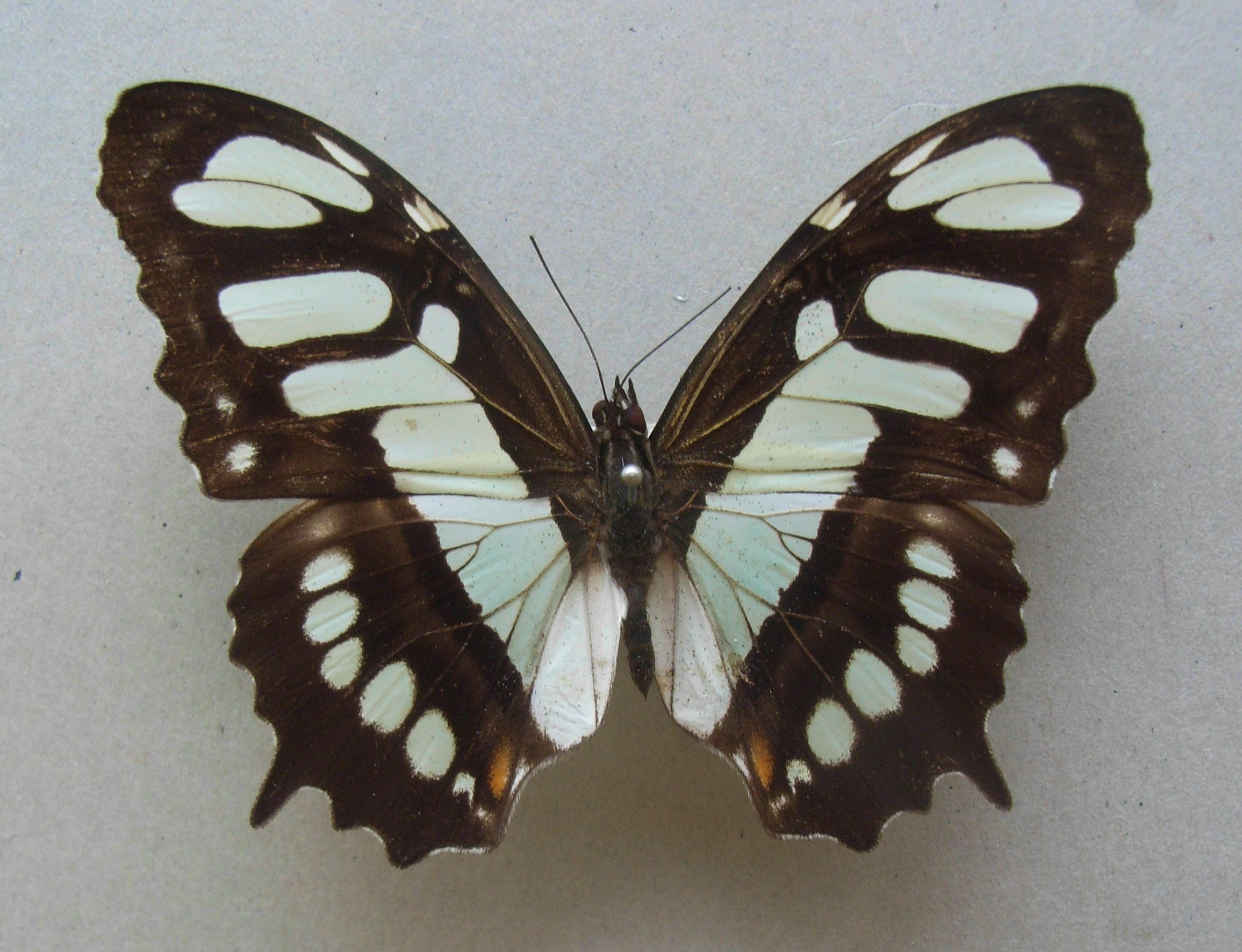
de ondersoort biplagiata in een collectie